# We Live Here
We Live Here är ett musikalbum av Pat Metheny Group, utgivet år 1995 av Geffen. Detta album visar en hög nivå på samarbete mellan Lyle Mays och Pat Metheny som har komponerat nästan alla låtarna tillsammans, utom "Episode d'Azur" som Mays gjorde på egen hand.
Under 1990-talet gick gruppen ut med en turné under samma namn som albumet. Ett liveframträdande blev inspelat i Japan, 1995, med slagverkaren Armando Marçal medverkande på konserten.

## Låtlista
Låtarna är skrivna av Lyle Mays & Pat Metheny om inget annat anges.
1. "Here to Stay" – 7:41
2. "And Then I Knew" – 7:53
3. "The Girls Next Door" – 5:30
4. "To the End of the World" – 12:14
5. "We Live Here" – 4:15
6. "Episode d'Azur" (Mays) – 8:46
7. "Something to Remind You" – 7:03
8. "Red Sky" – 7:36
9. "Stranger in Town" – 6:11

## Medverkande
- Pat Metheny – gitarr, synthgitarr
- Lyle Mays – piano, keyboards
- Steve Rodby – kontrabas, elbas
- Paul Wertico – trummor
- David Blamires – sång
- Mark Ledford – sång, vissling, flygelhorn, trumpet
- Luis Conte – percussion

## Utmärkelser
Grammy Awards
| År   | Vinnare           | Kategori                                      |
| ---- | ----------------- | --------------------------------------------- |
| 1996 | Pat Metheny Group | Grammy Award for Best Contemporary Jazz Album |

## Listplaceringar
| Lista (1995) | Topplacering |
| ------------ | ------------ |
| Sverige      | 23           |

### Live från Japan
- "Here to Stay"
- "To the End of the World"
- "Episode d'Azur"